# Брана (име)
Брана је женско словенско име, које осим што може бити изведено од имена Бранко, може бити изведено и од Бранислава, али и од ирског имена Brianna и у том случају има значење „узвишена“, „племенита“. 

## Популарност
У јужној Аустралији је ово име 2003. било међу првих седамсто имена. У Хрватској је било популарно педесетих и шестдесетих година двадесетог века, да би након тога постало ређе, а најчешће је у Загребу, Великој Горици и Пули.